# Ostatnia eskapada
Ostatnia eskapada – polski film fabularny (dramat filmowy) z 1933 roku. Film był kręcony w Polsce, Jugosławii oraz Afryce. 

## Fabuła
Trwa I wojna światowa. Legionista, wachmistrz Stanisław ukrywa się przed niewolą u ojca swej narzeczonej Wandy. Stacza walkę w obronie ukochanej z banda maruderów austriackich. Niestety, musi uciekać i wraz z przyjacielem kapralem trafiają najpierw do Jugosławii, a następnie do Afryki.
W Polsce Wanda rodzi dziecko Stanisława. Zostaje wygnana z domu i tuła się, cierpiąc niedostatek. Wierzy jednak w powrót ukochanego. Tymczasem wybucha wojna polsko-bolszewicka. We wsi, w której zamieszkuje Wanda zjawia się wachmistrz.

## Obsada
- Karolina Lubieńska – Wanda
- Zbigniew Staniewicz – wachmistrz Stanisław
- Władysław Ilcewicz – kapral
- Wiesław Gawlikowski – ojciec Wandy
- Józef Węgrzyn – przywódca bandy maruderów
- Seweryna Broniszówna – cyganka Maura
- Czesław Skonieczny – maruder
- Władysław Grabowski lekarz
- Artur Socha – oficer Legii Cudzoziemskiej
- Antonio Tedesco – agent policji śledczej
- Franciszek Dominiak
- Lech Owron
- Czesław Piaskowski